# FC Wels
FC Wels is een Oostenrijkse voetbalclub uit Wels in de deelstaat Opper-Oostenrijk.

## Geschiedenis
De club werd in 2003 opgericht door een fusie tussen SK Eintracht Wels en FC Union Wels. FC nam de licentie van Eintracht over dat op dat moment in de Regionalliga speelde (derde klasse). In 2003/04 werd de club voorlaatste maar degradeerde niet. De volgende twee seizoenen ging de club enkele plaatsjes vooruit.
In seizoen 2006/07 stond de club aan de winterstop op de vijfde plaats en vroeg daarom geen licentie aan voor de Erste Liga. Dat zou de club zich nog beklagen. Wels won wedstrijd na wedstrijd en stond op de voorlaatste speeldag aan de leiding van de competitie maar verloor dan waardoor SV Bad Aussee de titel binnen haalde. De vicetitel is het beste resultaat ooit voor de nog jonge club.

## Selectie 2007/08

### Doel
- 21 -  Jürgen Hager
- 01 -  Majer Georg

### Verdediging
- ?? -  Mario Kastner
- ?? -  Stefan Görisch
- ?? -  Wiesinger Gerhard
- ?? -  Feichtinger Josef
- ?? -  Christoph Martin
- ?? -  Erdinc Alkan

### Middenveld
- ?? -  Gerald Kotek
- ?? -  Svertizan Nikolov
- ?? -  Klaus Märzendorfer
- ?? -  Falko Feichtl
- ?? -  Hannes Danninger
- ?? -  Martin Feichtinger

### Aanval
- 05 -  Adthe Nuhiu
- 09 -  Daniel Neuhold
- 15 -  Robert Linz
- 18 -  Gernot Ertl
- 20 -  Sokol Rexhaj

### Trainer
- Trainer -  Adam Kensy